# Nathalis
Nathalis is een geslacht in de orde van de Lepidoptera (vlinders) familie van de Pieridae (Witjes).
Nathalis werd in 1836 beschreven door Boisduval.

## Soorten
Nathalis omvat de volgende soorten:
- Nathalis iole - Boisduval, 1836
- Nathalis plauta - Doubleday, 1847